# Borrenes (kommunhuvudort)
Borrenes är en kommunhuvudort i Spanien.   Den ligger i provinsen Provincia de León och regionen Kastilien och Leon, i den nordvästra delen av landet, 300 km nordväst om huvudstaden Madrid. Borrenes ligger 556 meter över havet och antalet invånare är 452.
Terrängen runt Borrenes är kuperad åt sydväst, men åt nordost är den platt. Runt Borrenes är det glesbefolkat, med 8 invånare per kvadratkilometer. Närmaste större samhälle är Ponferrada, 12,2 km nordost om Borrenes. I omgivningarna runt Borrenes växer i huvudsak blandskog.